# Jelena Remizovová
Jelena Remizovová (rusky: Елена Ремизова; * 21. prosince 2000 Perm) je ruská reprezentantka ve sportovním lezení, juniorská mistryně Evropy v lezení na rychlost.

## Výkony a ocenění
- 2017: juniorská mistryně Evropy, bronz na mistrovství Evropy
- 2017: juniorská vicemistryně Evropy

### Závodní výsledky
| Světový pohár | Světový pohár | Světový pohár     |
| Rok           | 2017          | 2018              |
| ------------- | ------------- | ----------------- |
| Rychlost      | 27            | 8                 |
| jednotlivě*   | ,8,           | ,,,20,6,8,9,6,14, |

| Mistrovství Evropy | Mistrovství Evropy |
| Rok                | 2017               |
| ------------------ | ------------------ |
| Rychlost           | 3                  |

| Mistrovství světa juniorů | Mistrovství světa juniorů | Mistrovství světa juniorů |
| Rok                       | 2016 kat A                | 2018 juniorky             |
| ------------------------- | ------------------------- | ------------------------- |
| Rychlost                  | 4                         | 3                         |

| Mistrovství Evropy juniorů | Mistrovství Evropy juniorů | Mistrovství Evropy juniorů |
| Rok                        | 2017 kat. A                | 2018 juniorky              |
| -------------------------- | -------------------------- | -------------------------- |
| Rychlost                   | 1                          | 2                          |

| Evropský pohár juniorů | Evropský pohár juniorů |
| Rok                    | 2016 kat. A            |
| ---------------------- | ---------------------- |
| Rychlost               | 3                      |
| jednotlivě*            | ,4,                    |